# クリオール・ムーン
『クリオール・ムーン』（Creole Moon）は、アメリカ合衆国のミュージシャン、ドクター・ジョンが2001年に発表したスタジオ・アルバム。日本で先行発売された。

## 背景
全曲ともオリジナル曲（共作を含む）で、CDブックレットにはドクター・ジョン自身による曲解説が掲載された。1991年に死去したドク・ポーマスと共作した曲も多数含まれており、そのうちの一つ「イミテーション・オブ・ラヴ」は、ジョニー・アダムスが1991年のアルバム『Johnny Adams Sings Doc Pomus: The Real Me』で取り上げた曲のセルフ・カヴァーである。サニー・ランドレスが一部の曲にゲスト参加しており、ドクター・ジョンは「テイク・ホワット・アイ・キャン・ゲット」におけるサンドレスの演奏を「ケイジャンのサンタナ」と形容している。
アートワークはブードゥー教をモチーフとしており、ジャケットにはサムディ男爵、裏ジャケットには「ルイジアナ・ヴードゥーの女王」と呼ばれたマリー・ラヴォーが描かれている。

## 評価
セールス的には成功に至らず、『ビルボード』の各種アルバム・チャート入りは逃した。ニューオーリンズの音楽雑誌『オフビート』では2001年の「最優秀アルバム」及び「最優秀R&B／ファンク・アルバム」に選出され、ドクター・ジョンが2年連続で両部門を制する形となった。
ジョン・ブッシュはオールミュージックにおいて5点満点中3点を付け「オープニング曲"You Swore"の、まるでクモの足のようなエレクトリック・ピアノと、裏から支えるバックアップ・ボーカルからして、『クレオール・ムーン』は彼の1970年代中期の傑作（『ガンボ』、『イン・ザ・ライト・プレイス』）に回帰したサウンドとも言える」と評している。また、クリストファー・ラウドンは『Jazz Times』において「ニューオーリンズ文化について、マルディグラやマルサリス一家以上のことを知らない方にとっては、『クリオール・ムーン』は願ってもいないほどカラフルな短期集中講座である」と評している。

## 収録曲
特記なき楽曲はマック・レベナック（ドクター・ジョン）とドク・ポーマスの共作。
1. ユー・スウォア - "You Swore" - 4:25
2. イン・ザ・ネイム・オブ・ユー - "In the Name of You" - 4:52
3. フード・フォー・ゾット - "Food for Thot" (Mac Rebennack, David Barard, Herman Ernest III, Bobby Broom) - 4:56
4. ホールディン・パターン - "Holdin' Pattern" (M. Rebennack) - 4:45
5. ブラハ・ベンベ - "Bruha Bembe" (M. Rebennack, Cat Yellen) - 5:25
6. イミテーション・オブ・ラヴ - "Imitation of Love" - 4:40
7. ナウ・ザット・ユー・ガット・ミー - "Now That You Got Me" (M. Rebennack, C. Yellen) - 3:32
8. クリオール・ムーン - "Creole Moon" (M. Rebennack) - 8:34
9. ジョージアンナ - "Georgianna" (M. Rebbenack) - 3:47
10. モンキー&バブーン - "Monkey & Baboon" (M. Rebennack, George Landry) - 7:45
11. テイク・ホワット・アイ・キャン・ゲット - "Take What I Can Get" (M. Rebennack, C. Yellen) - 3:50
12. クィーン・オブ・コールド - "Queen of Cold" (M. Rebennack, Velma Allen) - 3:43
13. ライトニン - "Litenin'" (M. Rebennack) - 3:28
14. ワン・2A.M.・トゥー・メニー - "One 2 A.M. Too Many" - 4:25

### ボーナス・トラック
1. オール・シーズン・ラヴ - "All Season Love" - 4:43

## 参加ミュージシャン
- ドクター・ジョン - ボーカル、ピアノ、ハモンドオルガン
- レナード・ポシェ - ギター、バッキング・ボーカル
- デヴィッド・バラード - ベース、バッキング・ボーカル
- ハーマン・アーネスト - ドラムス、パーカッション、バッキング・ボーカル
- マイケル・スキンカス - パーカッション
- カーティス・ピエール - パーカッション
- チャーリー・ミラー - トランペット
- フレッド・ウェズリー - トロンボーン
- セオドア・アーサー・ジュニア - アルト・サックス、ソプラノ・サックス
- エリック・トラウブ - テナー・サックス
- アロンゾ・ボウンズ - バリトン・サックス
- デヴィッド・ファットヘッド・ニューマン - サックス(on #1, #8, #14)
- サニー・ランドレス - スライドギター(on #9, #10, #11, #15)
- マイケル・ドーセット - フィドル(on #4, #9)
- ケヴィン・ルイス - トランペット(on #12)
- トニー・ダイグル - トライアングル(on #9)
- キャサリン・ラッセル - バックグラウンド・ボーカル(on #1, #5, #13)
- ニッキ・リチャーズ - バックグラウンド・ボーカル(on #1, #5, #13)